# Туркменистан на Светском првенству у атлетици у дворани 2016.
Туркменистан је после пропуштеног 15. Светског првенства 2014 у Сопоту учествовао на 16. Светском првенству 2016. одржаном у Портланду од 17. до 20. марта.
У његовом десетом учешћу на светским првенствима у дворани Туркменистан је представљала једна атлетичарка која се такмичила у трци на 60 метара.
Такмичарка Туркменистана није освојила ниједну медаљу, нити је оборила неки рекорд.

## Учесници
Мушкарци:
- Валентина Мередова — 60 м

### Мушкарци
| Атлетичар          | Дисциплина | Лични рекорд | Квалификације | Квалификације | Полуфинале            | Полуфинале            | Финале                | Финале       | Детаљи |
| Атлетичар          | Дисциплина | Лични рекорд | Резултат      | Место         | Резултат              | Место                 | Резултат              | Место        | Детаљи |
| ------------------ | ---------- | ------------ | ------------- | ------------- | --------------------- | --------------------- | --------------------- | ------------ | ------ |
| Валентина Мередова | 60 м       | 7,64 НРд     | 7,89          | 7. у гр. 6    | Није се квалификовала | Није се квалификовала | Није се квалификовала | 40 / 44 (45) |        |